# حمام‌قلعه
حمام‌قلعه، روستایی در دهستان کبودگنبد بخش مرکزی شهرستان کلات استان خراسان رضوی ایران است.

## جمعیت
بر پایه سرشماری عمومی نفوس و مسکن در سال ۱۳۹۵ جمعیت این روستا ۶۳۱ نفر (در ۱۸۵ خانوار) بوده‌است.